# اومری نیوتون
اومری نیوتون (انگلیسی: Omari Newton) یک هنرپیشه اهل کانادا است.
او در مجموعه‌های تلویزیونی وی، فرینج و ایالت کوهستان آبی بازی کرده است.